# Typhlops castanotus
Typhlops castanotus este o specie de șerpi din genul Typhlops, familia Typhlopidae, descrisă de Addison Wynn și Leviton 1993. Conform Catalogue of Life specia Typhlops castanotus nu are subspecii cunoscute.